# Gods and Monsters
Gods and Monsters és una pel·lícula britànico-estatunidenca dirigida per Bill Condon, estrenada el 1998.
La pel·lícula és protagonitzada per Ian McKellen, Brendan Fraser, Lynn Redgrave, Lolita Davidovich i David Dukes. Es una coproducció internacional entre el Regne Unit i els Estats Units, la pel·lícula està escrita i dirigida per Bill Condon, basada en la novel·la de 1995 de Christopher Bram Father of Frankenstein. La producció va córrer a càrrec de Paul Colichman, Gregg Fienberg i Mark R. Harris. Clive Barker va ser productor executiu. Malgrat les crítiques positives, la pel·lícula va ser un fracàs de taquilla.
Gods and Monsters va ser nominat a tres premis de l'Acadèmia, incloent el millor actor per McKellen i millor actriu secundària per Redgrave, i va guanyar al millor guió adaptat.

## Argument
Aquesta pel·lícula explica els últims dies del director James Whale a Hollywood (el 1957) i el seu suïcidi. Evoca les seves obres entre les quals  Frankenstein, la seva participació en la Primera Guerra mundial, el seu amor per la pintura, la seva decadència física, a través dels ulls d'un jardiner, Clay Boone, que acaba de contractar i de qui s'ha enamorat.

## Al voltant de la pel·lícula
L'escena final on Clay Boone camina com el monstre de Frankenstein davant de casa seva, just després d'haver ensenyat la pel·lícula al seu fill, ha estat suggerida a Bill Condon per Brendan Fraser.

## Repartiment
- Ian McKellen: James Whale
- Brendan Fraser: Clayton Boone
- Lynn Redgrave: Hanna
- Lolita Davidovich: Betty
- David Dukes: David Lewis
- Kevin J. O'Connor: Harry
- Mark Kiely: Dwight
- Jack Plotnick: Edmund Kay
- Rosalind Ayres: Elsa Lanchester
- Jack Betts: Boris Karloff
- Matt McKenzie: Colin Clive
- Todd Babcock: Leonard Barnett
- Cornelia Hayes O'Herlihy: la princesa Margaret
- Brandon Kleyla: el jove Whale
- Pamela Salem: Sarah Whale

## Premis i nominacions

### Premis
- 1998. Premi de la crítica en el Festival de cinema americà de Deauville
- 1998. Premi al millor actor per Ian McKellen, en el Festival Internacional de Cinema de Toronto
- 1999. Oscar al millor guió adaptat per Bill Condon
- 1999. Globus d'Or a la millor actriu secundària per Lynn Redgrave

### Nominacions
- 1999. Oscar al millor actor per Ian McKellen
- 1999. Oscar a la millor actriu secundària per Lynn Redgrave
- 1999. Globus d'Or a la millor pel·lícula dramàtica
- 1999. Globus d'Or al millor actor dramàtic per Ian McKellen
- 1999. BAFTA a la millor actriu secundària per Lynn Redgrave